# Noč ima tisoč oči
Noč ima tisoč oči je studijski album Primož Grašič Quarteta, ki je izšel leta 1996 pri založbi ZKP RTV Slovenija. Pri snemanju albuma so sodelovali še Mario Mavrin (bas kitara), Ratko Divjak (bobni) in Blaž Jurjevčič.
Album je leta 1997 osvojil Zlatega petelina za jazz album.

## Seznam skladb
Vse priredbe so delo Primoža Grašiča, razen, kjer je posebej napisano
| Št. | Naslov                                                                               | Dolžina |
| --- | ------------------------------------------------------------------------------------ | ------- |
| 1.  | „It's You or No One‟ (Jule Styne)                                                    | 5:38    |
| 2.  | „The Days of Wine and Roses‟ (Henry Mancini)                                         | 5:48    |
| 3.  | „Secret Love‟ (Sammy Fain)                                                           | 6:19    |
| 4.  | „Bluesology‟ (Milt Jackson)                                                          | 7:33    |
| 5.  | „Work Song‟ (Nat Adderley)                                                           | 6:08    |
| 6.  | „Donna Lee‟ (Charlie Parker)                                                         | 4:39    |
| 7.  | „Polka Dots and Moonbeams‟ (Jimmy Van Heusen)                                        | 6:59    |
| 8.  | „The Night has a Thousand Eyes‟ (Jerry Brainin, Buddy Bernier / arr. Boško Petrović) | 7:11    |

## Primož Grašič Quartet
- Primož Grašič – kitara
- Blaž Jurjevčič – klavir
- Mario Mavrin – bas kitara
- Ratko Divjak – bobni